# Alois Purgathofer

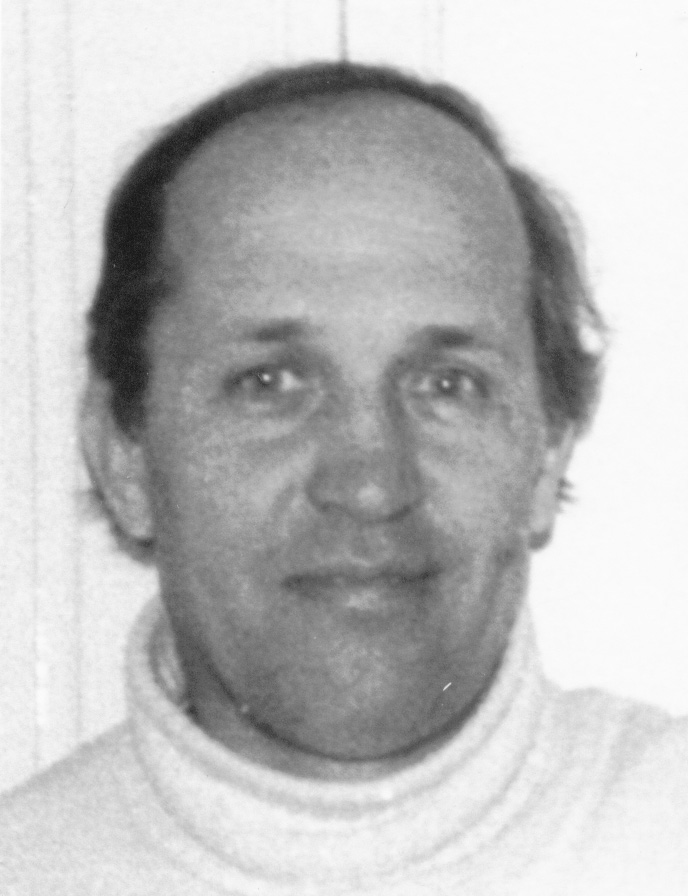
Alois Purgathofer

Alois Purgathofer (* 18. Februar 1925 in Bruck an der Mur; † 13. März 1984 Calar Alto, Spanien) war ein österreichischer Astronom.

## Leben
Alois Purgathofer forschte und lehrte – abgesehen von einigen längeren Auslandsaufenthalten – von 1954 bis 1984 an der Universitätssternwarte Wien, seit 1968 als Universitätsdozent und seit 1974 als außerordentlicher Universitätsprofessor. Er arbeitete hauptsächlich über die Fotometrie galaktischer Sternhaufen, aber auch den Kleinplaneten (51) Nemausa. Im Jahre 1969 wurde unter seiner maßgeblichen technisch-himmelskundlichen Betreuung das Leopold Figl-Observatorium mit dem 1,5 m-Ritchey-Chretien Teleskop auf dem Mitterschöpfl errichtet. Seine Instrumentenkenntnisse besonders auf dem Gebiet der Optik, Elektronik und Bildwandler waren unübertroffen. Am 13. März 1984 verstarb Alois Purgathofer unerwartet während einer Dienstreise. Er wurde am Neustifter Friedhof bestattet.
Zu seinen Ehren benannte Rudolf Pressberger seine selbsterbaute Sternwarte in Klosterneuburg-Kierling „Purgathofer-Sternwarte“. Sie befindet sich rund 10 km nordwestlich von Wien und hat den zweitgrößten Teleskopspiegel Österreichs (1 m Durchmesser). Nach Purgathofer wurde auch der Asteroid (5341) Purgathofer getauft.
Sein Sohn Werner Purgathofer (* 1955) ist Professor i. R. an der TU Wien, und sein Sohn Peter Purgathofer (* 1963) ist außerordentlicher Professor am Institut für Visual Computing and Human-Centered Design der TU Wien.